# Marino Faliero, Doge of Venice

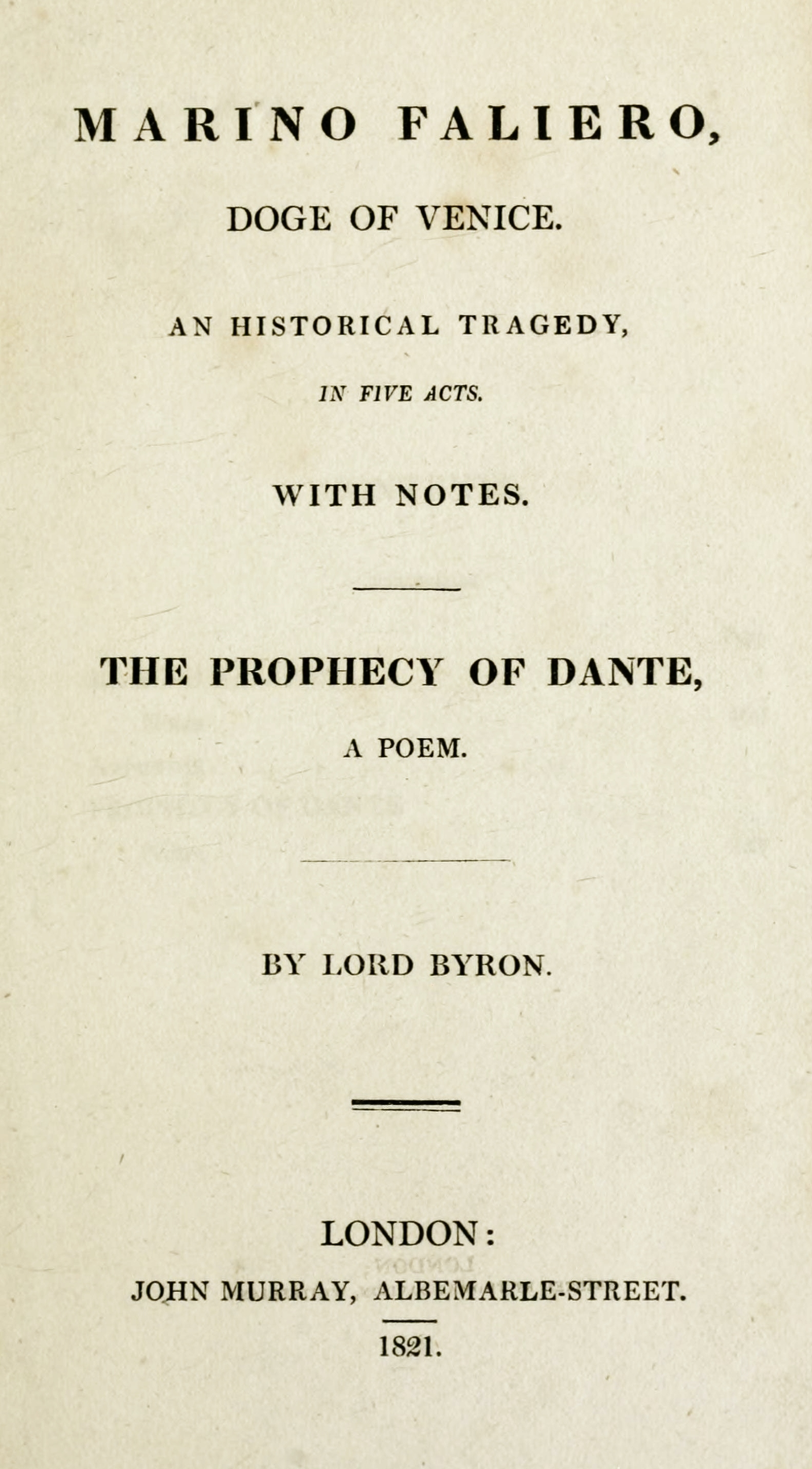
Strona tytułowa tragedii Marino Faliero, Doge of Venice

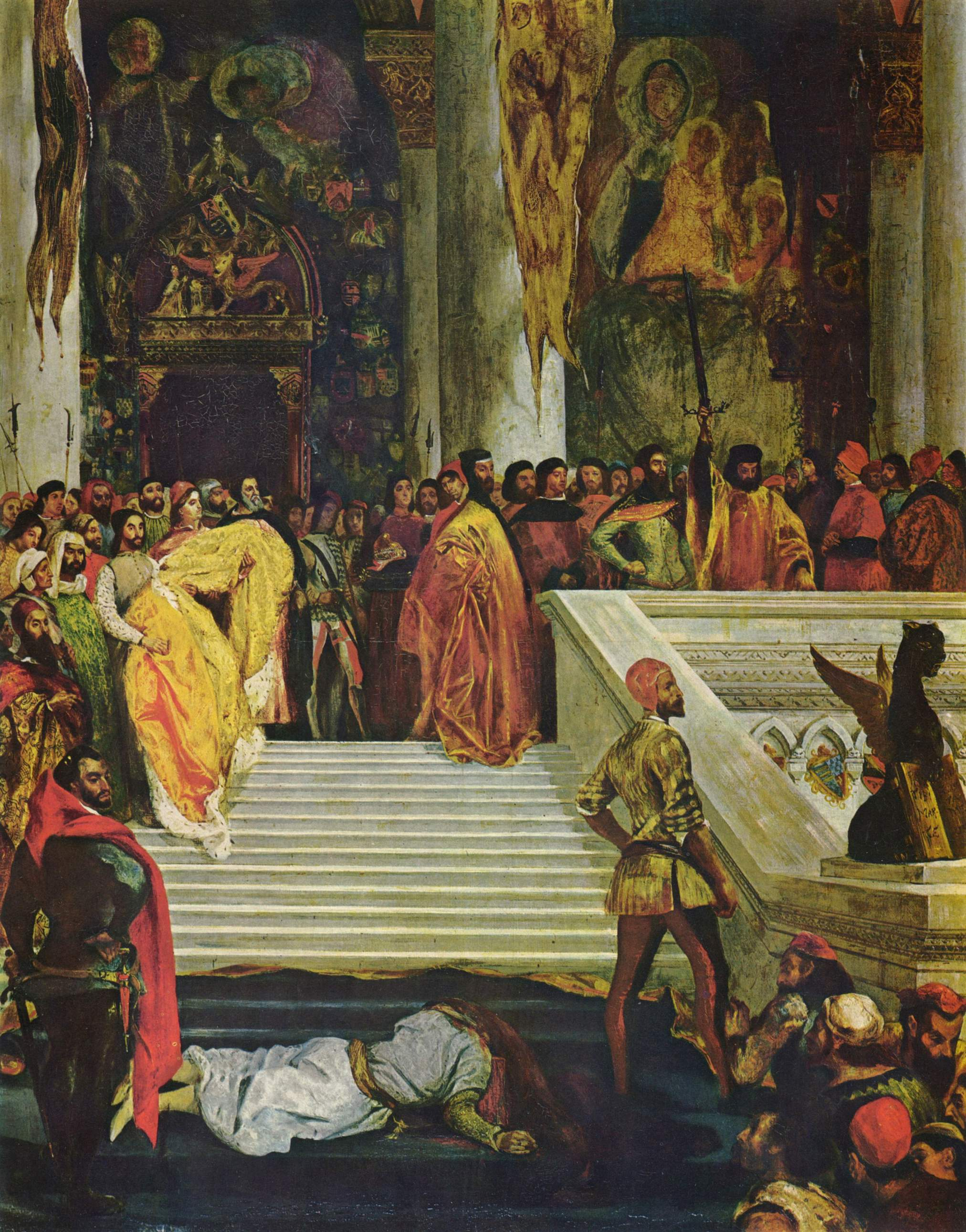
Eugène Delacroix, Egzekucja Marina Faliero, 1827

Marino Faliero, Doge of Venice – tragedia angielskiego romantyka George’a Gordona Byrona, opublikowana w 1821 w jednym tomie z poematem The Prophecy of Dante. Utwór opowiada historię weneckiego doży Marina Faliero, który został skazany na śmierć i stracony przez ścięcie 17 kwietnia 1355 za organizowanie buntu przeciwko arystokracji. Utwór składa się z pięciu aktów i jest napisany wierszem białym (blank verse).

True; but there still is something given to guess.
Which a shrewd gleaner and quick eyjs would catch at;
A whisper, or a murmur, or an air
More or less solemn spread o’’er the tribunal.
The Forty are but men — most worthy men.
And wise, and just, and cautious — this I grant —
And secret as the grave to which they doom
The guilty ; but with all this, in their aspects —
At least in some, the juniors of the number —
A searching eye, an eye hke yours, Vincenzo,
Would read the sentence ere it was pronounced.

Zobacz też Marino Faliero (Swinburne).